# Heinäjärvi (Junosuando socken, Norrbotten, 752098-178938)
Heinäjärvi är en sjö i Pajala kommun i Norrbotten och ingår i Torneälvens huvudavrinningsområde. Sjön har en area på 0,028 kvadratkilometer och ligger 263,8 meter över havet. Heinäjärvi ligger i Torne och Kalix älvsystem Natura 2000-område.

## Delavrinningsområde
Heinäjärvi ingår i det delavrinningsområde (751898-179111) som SMHI kallar för Ovan VDRID = Rauvosjoki i Lainioälvens vattendrag*. Medelhöjden är 281 meter över havet och ytan är 70,32 kvadratkilometer. Räknas de 360 avrinningsområdena uppströms in blir den ackumulerade arean 5 464,73 kvadratkilometer. Lainioälven som avvattnar avrinningsområdet har biflödesordning 2, vilket innebär att vattnet flödar genom totalt 2 vattendrag innan det når havet efter 284 kilometer. Avrinningsområdet består mestadels av skog (67 procent) och sankmarker (27 procent). Avrinningsområdet har 1,54 kvadratkilometer vattenytor vilket ger det en sjöprocent på 2,2 procent.